# Camillina shaba
Camillina shaba är en spindelart som beskrevs av FitzPatrick 2005. Camillina shaba ingår i släktet Camillina och familjen plattbuksspindlar.
Artens utbredningsområde är Kongo. Inga underarter finns listade.